# Szilágyi Árpád
Szilágyi Árpád (Debrecen, 1972. január 5. –) a Magyar Rádió programszerkesztője, rádiós újságíró, műsorvezető, újmédia szakértő. A Modem Idők c. rádiós produkció elindítója (1995), amely 2006 és 2013 között Netidők címmel volt hallható a Petőfi Rádióban (a műsor jelenleg szünetel).

## Karrier
1991 decembere óta dolgozik a Magyar Rádióban, ekkor hangzott el első rádiós interjúja a Gordiusz c. ismeretterjesztő magazinműsorban. 1993-tól hat éven át a Reggeli csúcs műsorvezetője volt. Önálló műsora, a Modem Idők 1995. július 12-én indult a Petőfi Rádióban. Jelen volt a Magyar Rádió internetes megjelenéseinek kezdeténél: 1995. december 1-jén ő készítette a Petőfi adó első honlapját, majd nagy szerepe volt a közrádió folyamatos RealAudio közvetítéseinek beindításában, amelyet az országban elsőként a Petőfi Rádió valósított meg 1996 tavaszán. 1997–1998 között előbb Internet Iskola, majd Világháló címmel népszerű cikksorozatot és műsort szerkesztett. A Reggeli csúcs megszüntetése (1999) után feladta rádiós állását, de a Modem Idők műsort külsős szerkesztőként továbbra is készítette (2006-tól 2013-ig Netidők címmel). 1999–2001 között az IDG Hungary kiadó GameStar című, számítógépes játékokról szóló magazin újságjának alapító főszerkesztője volt. 2001-től a Kossuth Rádió Digitális c. műsorát is szerkesztette-vezette. 2004-től több IT-cégnél (AITIA, T-Online, Magyar Telekom) látott el PR menedzseri teendőket, valamint több tömegkommunikációs cégnél (Magyar Rádió, Duna Televízió, RTL Klub) foglalkozott online tartalomszolgáltatással. 2010. december 28. óta ismét a Magyar Rádióban dolgozik, a Petőfi adó prózai tartalomszolgáltatásáért felelős programszerkesztőként.

## A Netidők c. műsor
Az eredetileg MODEM IDŐK c. rádióműsor 1995. július 12-én indult azzal a céllal, hogy a digitális kultúráról és annak jelenségeiről közérthetően szóljon. A kezdetekben magazin műfajú műsor folyamatosan átalakult: 1998-ban hírmagazin formában jelentkezett, aztán a 2000-es évek elejétől egyre jobban érvényesült a műsor asztaltársaságának vidám, beszélgetős „talkshow”-jellege.
Ez az első olyan magyar nyelvű rádióműsor, amely megszólalt a világhálózaton (RealAudio hangtechnikával) 1996 februárjában. A műsor készítői már a kezdetektől használták a chat-et és az e-mailt, sőt 2001-től internetes videós kísérletbe kezdtek („látható rádió”).
2005 nyarán megjelent a produkció tizedik születésnapja (és egyúttal a Magyar Rádió 80. születésnapja) alkalmából a Modemkori hőstörténet c. könyv és DVD.
A Modem Idők címet egy jogi eljárás miatt 2006. márciusában le kellett cserélni, ezért ettől kezdve Netidők címmel jelentkezett a műsor 2013-as szüneteltetéséig.

## A PosztmodeM c. műsor
2014. december 3-án megindult a Netidők utódjaként a Digitális Talkshow Mindenkinek c. podcast-adás, amely eleinte a Vipcast oldalán jelentkezett, majd 2017. március 14-én a Hyp-R stúdiójában megindult az adás élő YouTube-videoközvetítése, amely sok-sok technikai kísérletezés eredményeként 2018 augusztustól kezdve teljesen felváltotta a korábbi podcast-alapú megoldást, így azóta előtérbe került a látható rádió elnevezést viselő adáskoncepció. 2018. május 22-én az időközben felmerült névhasználati jogi problémák megelőzése végett (a Digitális Talkshow Mindenkinek rövidítéseként használt DTM a Deutsche Tourenwagen Masters hivatalos rövidítése is) az adás megkapta a ma használatos PosztmodeM címet. A műsor azóta jellemzően két-négy hetente kedd esténként jelentkezik az adás YouTube-csatornáján.

## További rádióműsorai
- Reggeli csúcs (Petőfi Rádió, műsorvezető 1993 és 1999 között)
- Digitális (Kossuth Rádió, szerkesztő-műsorvezető 2001 és 2005 között)

## Könyvek, kiadványok
- Modemkori hőstörténet (könyv és DVD, kiadó: Magyar Rádió, 2005)
- Médiaismeret (társszerző, kiadó: DUE, 2005)
- Újságíró-ismeretek kezdő és civil újságíróknak (társszerző, kiadó: DUE, 2010)

## További projektek
1993-94 között a kereskedelmi Radio Bridge „Híd” c. hírműsorában is dolgozott hírszerkesztő-tudósítóként. 1998-ban kidolgozta a CompuServe online szolgáltató magyarországi tartalomszolgáltatási koncepcióját. (Ez év során a CompuServe céget felvásárolta az America Online, majd a nem saját tulajdonú leányvállalatokat - így a magyarországit is - megszüntette.) 2004. őszétől fél éven át az AITIA Informatikai Rt. kommunikációs tanácsadójaként dolgozott. 2004–2008 között a Budapesti Kommunikációs és Üzleti Főiskolán online újságírás tárgyat tanított. 2005 második felében a Duna Televízió New Media Főszerkesztőségének felelős szerkesztőjeként dolgozott; munkájának eredménye 2006 márciusától volt nyilvánosan is látható a Duna TV webhelyén. 2006. január 15-étől 2007. június 30-áig a T-Online Magyarország PR vezetője volt, e minőségében az ország legnagyobb internetszolgáltatója külső PR tevékenységét irányította. 2007. július 1-jétől 2009. márciusig az RTL Klub internetes tartalomszolgáltatásával foglalkozott. 2010-ben újra a Magyar Telekom csoport munkatársaként a központi kommunikációs szervezetben PR-rel foglalkozott.

## Díjak
- 1994. Magyar Rádió kollektív Nívódíj (a Reggeli csúcs c. műsorért)
- 1996. Petőfi Junior Nívódíj
- 1997. Magyar Rádió Nívódíj